# ハートの地球
「ハートの地球」（ハートのほし）は、 さくら学院の1枚目のDVD/BDシングル。2014年10月22日にユニバーサルJよりリリースされた。TYPE A、TYPE Bの2形態で発売。

## 解説
楽曲提供およびプロデュースは、さくら学院の5thシングル「My Graduation Toss」を手掛けたTommy february6（川瀬智子）と奥田俊作が担当。“HEART”を連続して並べると地球を意味する“EARTH”が現れる、すなわちハートがつながっていれば地球は1つという思いがタイトルに込められたさくら学院流のメッセージソング。「ハートの地球(ほし)」というタイトルは、さくら学院校長の倉本美津留からHEART（ハート）とEARTH（地球）をつなぐ※というテーマを聞いたTommy february6がその場で提案したものであり、歌詞は、今までのさくら学院の代表曲の中の歌詞を散りばめた構成となっている。
※　HEART HEART
また、「My Graduation Toss」に続き、さくら学院に提供した際のデモ音源をTommy february6のオフィシャルファンクラブサイトTOMMY CLUBにて期間限定で公開した。

## ミュージックビデオ
南広志プロデュース。ディレクションは、映像クリエーターのZUMI。さくら学院メンバーが扮する架空の民族「ラクサの民」（さくらの逆さ読み）と、現代の「さくら学院」が二極の世界をストーリー中で交差させることで、「ハートがつながっていれば地球はひとつ」という楽曲コンセプトをファンタジックかつ壮大に表現している。また、今作品で初めてさくら学院が制服以外の衣装で撮影に臨んだ作品となっている。
作詞を手掛けたTommy february6はこのMVに関して「チアリーダーのポンポンを使用した振り付けもキュートで、Tommy february6の世界観ともリンクしているような雰囲気にドキッとして嬉しくなったり、お気に入りの作品になりました」とコメントしている。撮影は、山中湖近辺で行われた。
また、「さくら学院 2014年度 〜君に届け〜」ら盤（初回限定盤）には、特典映像としてシングルとは別映像となる全編ダンスシーンで構成されたDance Video.verが収録されている。

## アートワーク
ジャケットは、生徒たちが楽曲のテーマでもある“ハートと地球”をモチーフにしたオブジェに囲まれたポップでキュートな作品となっている。また、発売に先立ち佐々木圭一を講師に迎えて行われた公開授業「さくら学院も、伝え方が9割」で、生徒たちが考案した楽曲のキャッチコピーの数々が告知ポスターの背景に並べられた。

## 収録内容

### 通常盤

#### TYPE A [DVD/BD]
1. ハートの地球 Music Video
2. ハートの地球 Dance Video

#### TYPE B
1. ハートの地球 Music Video
2. ハートの地球 メイキング映像